# 19776 Balears
19776 Balears è un asteroide della fascia principale. Scoperto nel 2000, presenta un'orbita caratterizzata da un semiasse maggiore pari a 2,2677587 UA e da un'eccentricità di 0,1621763, inclinata di 6,86481° rispetto all'eclittica.